# Ghazi al-Aridi
Ghazi Hani al-Aridi (ur. 17 września 1954 r. w Bajsur) – polityk libański, druz, związany z Socjalistyczną Partią Postępu. 

## Działalność polityczna
W latach 1984–1994 kierował partyjną rozgłośnią radiową Sawt Al Jabal ("Głos Gór"). Od 2000 r. jest deputowanym do libańskiego parlamentu z okręgu Bejrut III. Dwukrotnie sprawował funkcję ministra informacji. Kierował także ministerstwem kultury. W 2008 r. został ministrem robót publicznych i transportu. Zachował to stanowisko w rządzie premiera Nadżiba Mikatiego.